# Tadaxa
Tadaxa là một chi bướm đêm thuộc họ Erebidae.